# Hans Kersting
Hans Kersting (auch I. H. Kersting oder J. H. Kersting; bl. 2. Hälfte der 1920er-Jahre) war ein deutscher Automobilrennfahrer.

## Werdegang

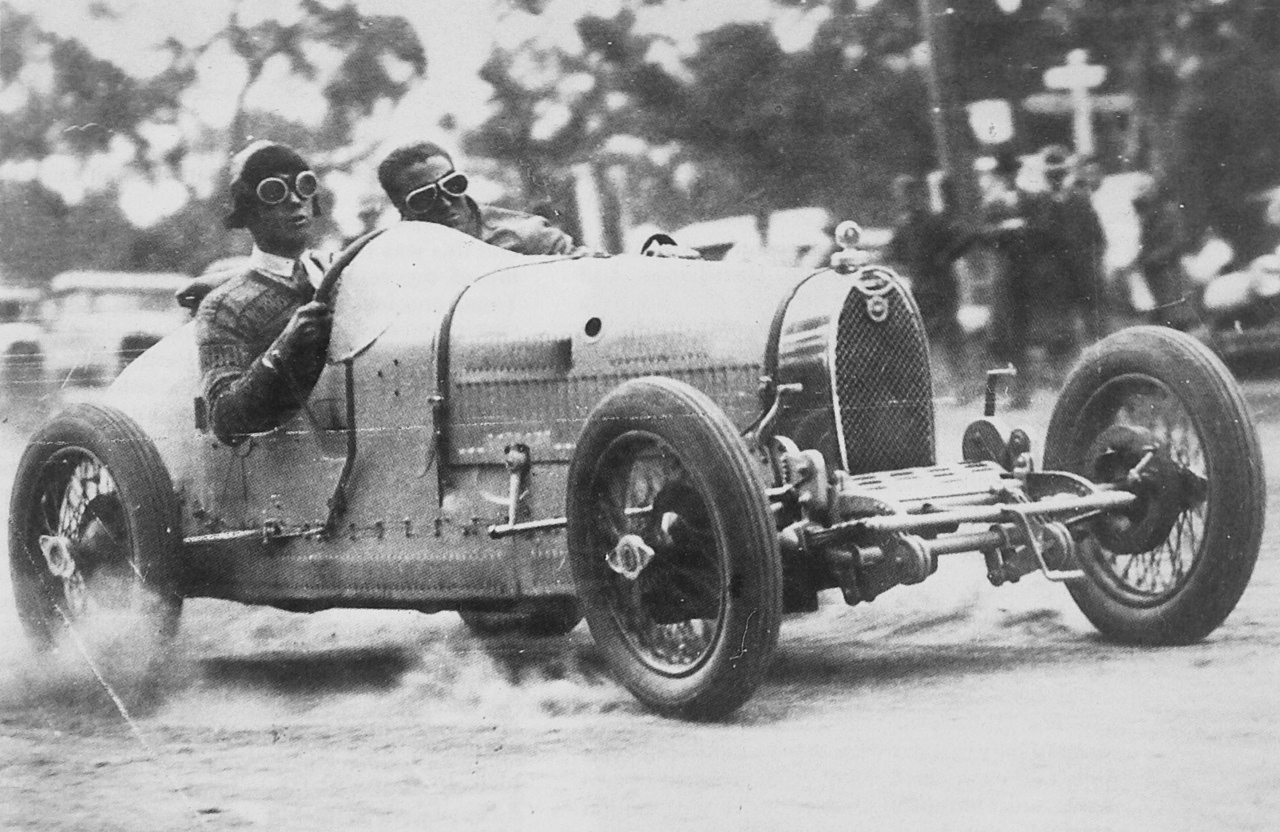
Zeitgenössisches Foto eines Bugatti T37A

Kersting, für den während seiner aktiven Zeit Bremen als Heimatort angegeben wird, startete 1928 und 1929 als Privatfahrer beim zu dieser Zeit als Sportwagenrennen ausgeschriebenen Großen Preis von Deutschland auf dem Nürburgring.
Im Jahr 1928 erreichte er auf einem kompressorgeladenen Bugatti als letzter gewerteter Fahrer als Zehnter das Ziel und wurde hinter Hans Simons (ebenfalls Bugatti) Zweiter der Klasse V (auch Wertungsgruppe III; Fahrzeuge von 750 bis 1500 cm³ Hubraum). 1929 trat er auf seinem Bugatti T37A (Bugatti 37A Sport, body Grand Prix, straßentauglich, Chassisnummer 37302) und erreichte nach über 500 km Renndistanz, die er in ca. 5 Stunden und 40 Minuten zurücklegte, mit knapp einer Stunde Rückstand auf den Sieger Louis Chiron (Bugatti T30B) das Ziel. In der Wertung der Gruppe III belegte er wiederum den zweiten Rang – diesmal hinter Ernst Günther Burggaller (Bugatti T37A).
Weiterhin ist für Kersting ein Klassensieg beim Baden-Badener Automobilturnier 1928 in der Kategorie der Sportwagen von 1100 bis 1500 cm³ Hubraum vermerkt.